# Blossom Dearie
Blossom Dearie (East Durham, 1924. április 28. – Greenwich Village, 2009. február 7.) amerikai dzsesszénekesnő és zongorista volt.

## Pályafutása
Apja skót-ír, édesanyja norvég volt. A középiskola elvégzése után Manhattanbe ment zenei pályára törekedve. Woody Herman zenekarával és a Blue Reys együttessel énekelt.
1952-ben Párizsba költözött és hozta ott hozta létre a Blue Stars együttest, amiben Michel Legrand nővére is benne volt. 1954-ben sikeresek lettek Franciaországban. Az első szólóalbumán csak zongorázott, még nem énekelt. 1957-ben visszatért Franciaországból. A következő amerikai albumain már énekelt is, és zongorázott is.

## Lemezek
- Blossom Dearie (1957)
- Give Him the Ooh-La-La (1958)
- Once Upon a Summertime (1958)
- My Gentleman Friend (1959)
- Blossom Dearie Sings Comden and Green (1959)
- Soubrette Sings Broadway Hit Songs (1960)
- Blossom Dearie Sings Rootin' Songs (1963)
- May I Come In? (Capitol, 1964)
- Blossom Time at Ronnie Scott's (1966)
- Sweet Blossom Dearie (1967)
- Soon It's Gonna Rain (1967)
- That's Just the Way I Want to Be (1970)
- Blossom Dearie Sings (1973)
- Ben Bagley's Alan Jay Lerner Revisited (1974)
- Ben Bagley's De Sylva, Brown & Henderson Revisited (1974)
- Ben Bagley's Rodgers and Hart Revisited (1974)
- From the Meticulous to the Sublime (1975)
- My New Celebrity Is You (1976)
- Winchester in Apple Blossom Time (1977)
- Needlepoint Magic (1979)
- Ben Bagley's E.Y. Harburg Revisited (1980)
- Ben Bagley's Harold Arlen and Vernon Duke Revisited (1980)
- Positively (1983)
- Simply (1983)
- Et Tu, Bruce (1984)
- Chez Wahlberg: Part One (1985)
- Songs of Chelsea (1987)
- Blossom Dearie Plays April in Paris (1987)
- Tweedledum & Tweedledee (1991)
- Christmas Spice So Very Nice with Mike Renzi (1991)
- Me and Phil: Blossom Dearie Live in Australia (1994)
- Live in London Volume 1 (2002)
- Live in London Volume 2 (2004)
- Blossom's Planet (Planet One) (2005)